# Tremblay
Tremblay is een voormalige gemeente in het Franse departement Ille-et-Vilaine (regio Bretagne) en telt 1423 inwoners (1999). De plaats maakt deel uit van het arrondissement Fougères-Vitré. Op 1 januari 2019 is de gemeente opgegaan in de nieuwe gemeente Val-Couesnon, samen met Antrain, La Fontenelle en Saint-Ouen-la-Rouërie.

## Geografie
De oppervlakte van Tremblay bedraagt 36,3 km², de bevolkingsdichtheid is 39,2 inwoners per km².
De onderstaande kaart toont de ligging van Tremblay met de belangrijkste infrastructuur en aangrenzende gemeenten.

## Demografie
Onderstaande figuur toont het verloop van het inwonertal (bron: INSEE-tellingen).

## Geboren
- Christophe Riblon (1981), wielrenner